# Koskijärvi (sjö i Kymmenedalen)
Koskijärvi är en sjö i Finland. Den ligger i kommunen Kouvola i landskapet Kymmenedalen, i den södra delen av landet, 150 km nordost om huvudstaden Helsingfors. Koskijärvi ligger 92,8 meter över havet. Arean är 79,5 hektar och strandlinjen är 9,58 kilometer lång. Sjön  ingår i Kymmene älvs huvudavrinningsområde.   I omgivningarna runt Koskijärvi växer i huvudsak barrskog. Den sträcker sig 2,0 kilometer i nord-sydlig riktning, och 1,5 kilometer i öst-västlig riktning.
I övrigt finns följande i Koskijärvi:
- Isosaari (en ö)
- Luotonen (en ö)
- Pienisaari (en ö)
- Kanisaari (en ö)